# Nemakščiai
Nemakščiai (ryska: Нямакщяй) är en ort i Litauen. Den ligger i den centrala delen av landet, 180 km nordväst om huvudstaden Vilnius. Nemakščiai ligger 110 meter över havet och antalet invånare är 905.
Terrängen runt Nemakščiai är platt, och sluttar söderut. Runt Nemakščiai är det ganska glesbefolkat, med 28 invånare per kvadratkilometer. Närmaste större samhälle är Skaudvilė, 10,2 km väster om Nemakščiai. Trakten runt Nemakščiai består till största delen av jordbruksmark.